# ولتهاوزن
ولتهاوزن (به آلمانی: Wolthausen) یک منطقهٔ مسکونی در آلمان است که در وینزن ان در آلر واقع شده‌است.